# Angelosaure
Els angelosaures (Angelosaurus) són un gènere extint de sinàpsids de la família dels casèids que visqueren durant el Permià mitjà en allò que avui en dia és Nord-amèrica. Se n'han trobat restes fòssils a Oklahoma i Texas (Estats Units). Són el tàxon germà de l'ennatosaure. Igual que els altres casèids herbívors, tenia el cap petit, el cos gros i amb forma de barril, la cua llarga i les extremitats robustes. Els angelosaures es diferencien dels altres casèids per l'enormitat dels seus ossos, particularment els de les extremitats, que presenten crestes, apòfisis i rugositats ben desenvolupades per a l'ancoratge dels músculs i els tendons. En proporció a la seva mida corporal, tenien les extremitats més curtes i amples que els altres casèids. Les falanges unguials eren més semblants a peülles que a urpes. Els pocs elements cranials coneguts mostren que el crani era més curt i robust que el dels altres representants d'aquest grup. Així mateix, els angelosaures es distingeixen per tenir les dents bulboses, amb les corones més curtes i amples que en la resta dels casèids. La seva morfologia i l'alta taxa de desgast que mostren indica una dieta força diferent de la d'altres casèids herbívors grossos, que hauria estat basada en plantes especialment dures. Un estudi publicat el 2022 suggerí que Angelosaurus podria ser parafilètic i que l'espècie tipus, A. dolani, és l'única que hi pertany.